# Jill Schoelen
Jill Schoelen (n. 21 de marzo de 1963 en Burbank, California) es una actriz y cantante estadounidense.

## Biografía
Su madre es la famosa diseñadora de modas Dorothy Schoelen. Schoelen ha protagonizado películas tales como D.C. Cab (1983), Babes in Toyland (1986), The Stepfather (1987), The Curse II: The Bite (1988), Cutting Class (1989), El fantasma de la ópera (1989), Popcorn (1991), When a Stranger Calls Back (1993), y There Goes My Baby (1994). Su papel como protagonista en, como mínimo, seis películas de terror de bajo presupuesto le han dado una reputación como reina del grito.
Schoelen estuvo involucrada románticamente con Brad Pitt. Estuvieron comprometidos durante tres meses, pero ella rompió el compromiso en Budapest, Hungría mientras filmaba El fantasma de la ópera.
Jill se retiró por un tiempo de la actuación para criar a sus dos hijos con su esposo, el compositor Anthony Marinelli, en Encino, California. La pareja se divorció en 2002.
En 2003, Jill comenzó una relación con el bajista de jazz Dave Carpenter, quien ha tocado junto a Pat Metheny, Herbie Hancock y Boz Scaggs, entre otros. Jill y Dave comenzaron a trabajar en un álbum de jazz, con Jill como vocalista y Dave como bajista y productor.